# Fortaleza de Chipude
Fortaleza de Chipude är en park i Spanien.   Den ligger i provinsen Provincia de Santa Cruz de Tenerife och regionen Kanarieöarna, i den sydvästra delen av landet, 1 800 km sydväst om huvudstaden Madrid. Fortaleza de Chipude ligger 1 169 meter över havet.
Terrängen runt Fortaleza de Chipude är bergig åt nordost, men åt sydväst är den kuperad. Fortaleza de Chipude ligger uppe på en höjd. Närmaste större samhälle är Vallehermosa, 8,8 km norr om Fortaleza de Chipude. Omgivningarna runt Fortaleza de Chipude är i huvudsak ett öppet busklandskap.